# Цитрус судачі
Судачі (яп. す だ ち або 酢|酢; лат. Citrus sudachi) — невеликий круглий зелений цитрусовий фрукт японського походження, який є спеціальністю префектури Токусіма в Японії. Його майже не їдять власне як фрукт, а використовують як харчовий ароматизатор замість лимона або лайма. Генетичний аналіз показує, що він є гібридом юдзу та іншого цитрусового спорідненого з кодзі чи апельсином тачибана.

## Загальні відомості

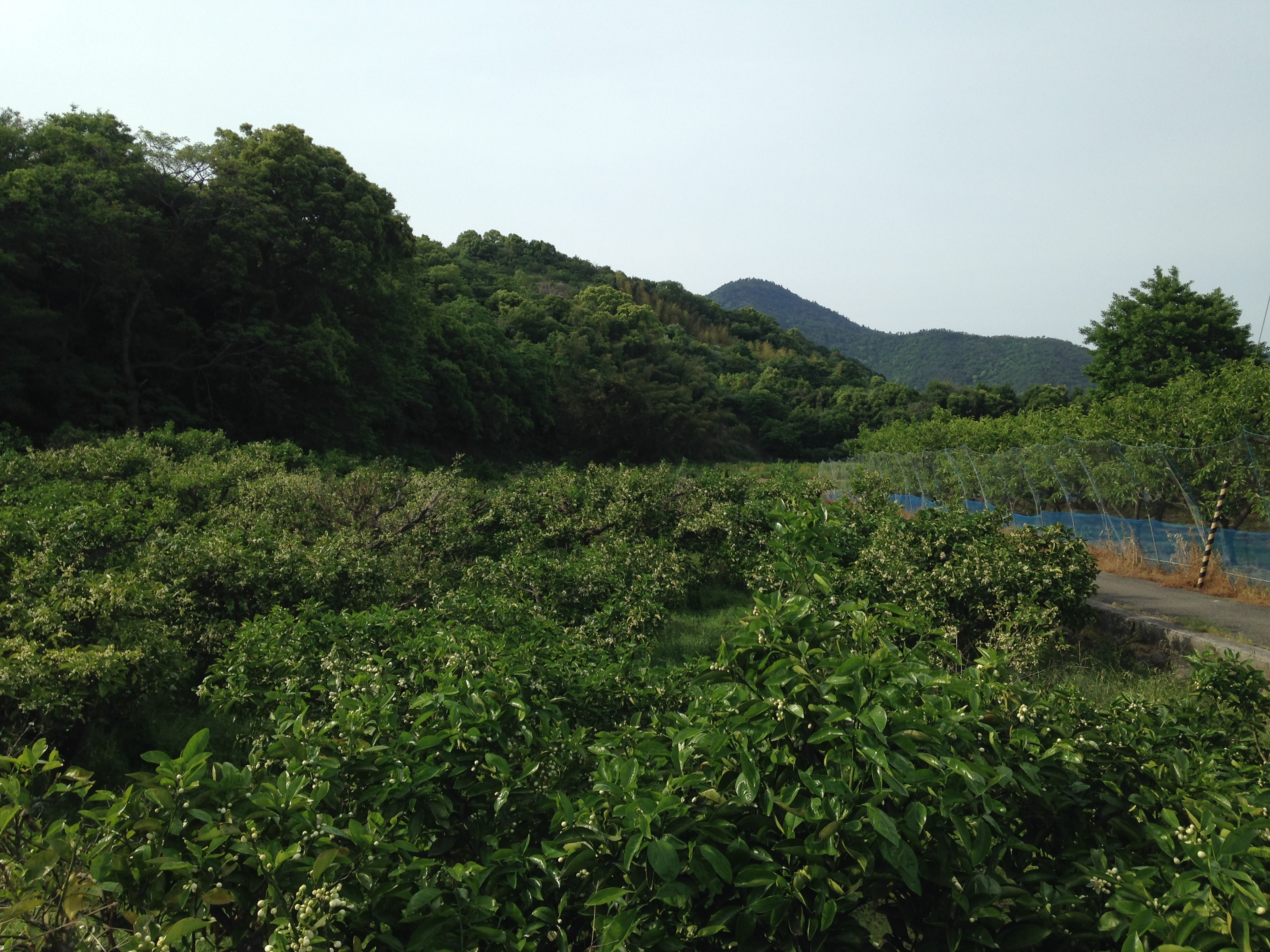
Сад з деревами судачі у місті Наруто.

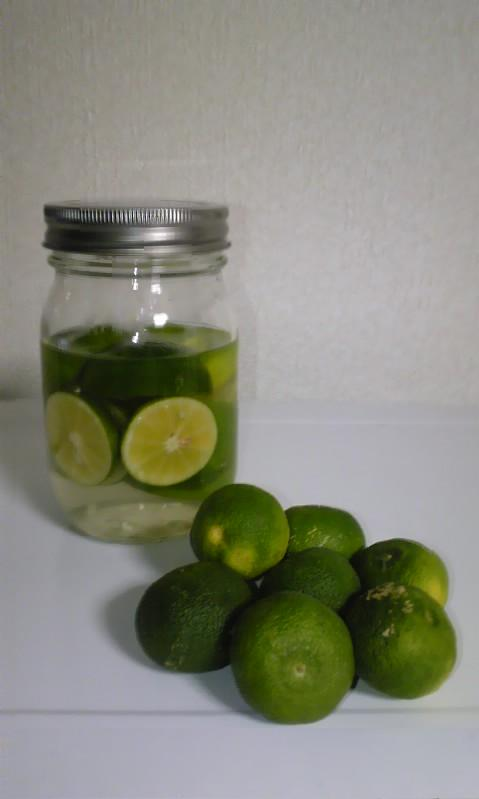
Судачі.

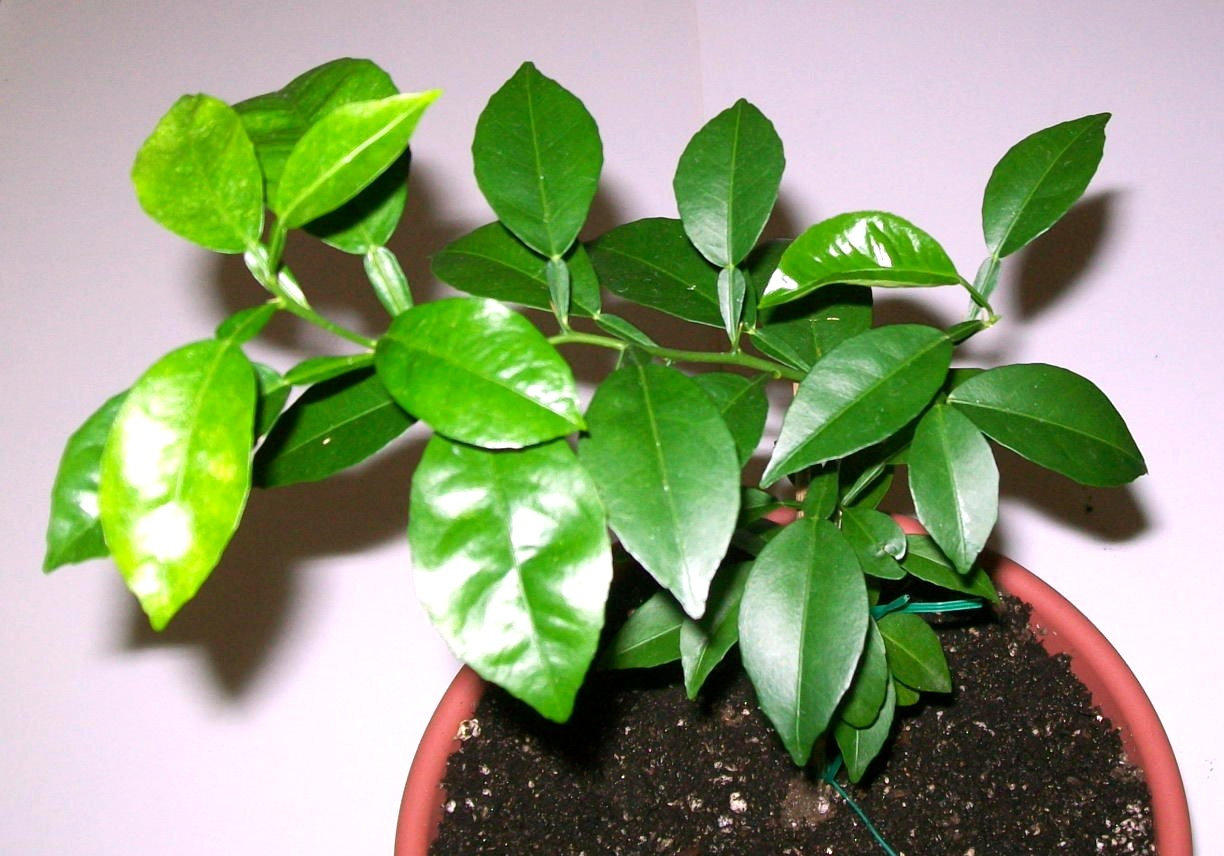
Однорічний саджанець судачі.

Культивується століттями в деяких районах Японії, і майже настільки ж відомий як юдзу в цій країні. Він вважається "незамінним супутником" при вживанні грибів мацутаке. Сік судачі використовується у соусі понзу (яп. ポン酢) разом з або замість соку цитрусових кабосу, юдзу чи дайдай.
Судачі є спеціальністю та символом префектури Токусіма, яка виробляє 98% фруктів судачі в Японії. Найбільш продуктивними громадами є містечко Каміяма-чо та село Санаґоуті-сон, які посіли 1-е та 2-е місце згідно зі статистикою 2008 року із загальною часткою розміром майже в половину річного виробництва префектури.
Рослина має білі квіти, які цвітуть у травні та червні. Плоди формуються кластерами, або щільними гронами, і збираються восени. Хоча спілі плоди судачі набувають жовто-оранжевого кольору шкірки, їх зазвичай збирають і використовують, поки вони ще зелені. Вони містять великі гладкі насінини, що містять зелений поліембріон.
Кислий судачі не вживається як фрукт; зазвичай з нього вичавлюють сік для ароматизації їжі подібно до лимону або лайму. Маленький шматочок може подаватися з багатьма традиційними японськими стравами, серед яких риба, соба, удон, набемоно або ж з деякими алкогольними напоями. Вважається, що він має смак і аромат міцніший, ніж лимон або лайм. Він також має більший вміст кальцію та аскорбінової кислоти (вітаміну С), ніж лимон. Продукти із ароматом судачі (такі як морозиво, фруктовий лід, та безалкогольні напої) також можна знайти в Японії, особливо в префектурі Токусіма, де фрукти продаються досить дешево. Власне самі фрукти вважаються делікатесом в інших частинах Японії, і часто вони дорогі. У порівнянні з кабосу, судачі набагато менший у 20–25 г до 40 г порівняно з 100–140 г.
Деякі каліфорнійські ферми вирощують судачі на комерційному рівні після того, як дерева стали доступними для розплідників приблизно в 2008 році. Судачі також культивується в Перу.

## Класифікація
Видова назва була опублікована Міцутаро Ширай (1933), але більшість сучасних вчених розглядають судачі не як окремий вид, а як гібрид. Нещодавній генетичний аналіз підтвердив його статус гібрида, одним із батьків якого є юдзу, а іншим — невстановлений цитрус споріднений з кодзі чи апельсином тачібана. Отже, припущення Чозабуро Танаки, що судачі є гібридом юдзу схоже, підтверджується дослідженнями ДНК.
Судачі був класифікований як такий, що належить до підроду Papeda в схемі Волтера Т. Свінгла, або як представник підроду Eusmocitrus згідно з Чозабуро Танакою.

## Фітохімія
Флавоноїд еріоцитрин, що міститься в соку лимону та лайму, присутній у приблизно такій же концентрації у соку судачі, але не у соці юдзу чи кабосу. Крім того, неоеріоцитрин (характерний для дайдай) міститься в соку і шкірці судачі. Еріоцитрин є антиоксидантом, який, як повідомляється, протидіє перокисленню ліпідів, а неоеріоцитрин блокує утворення ліпоксигеназ, які відіграють роль у алергічних реакціях та атеросклерозі.
Дослідження вказують, що судачі може збільшувати біодоступність кальцію.
У 2006 році дослідницька група Університету Токушіми опублікувала звіт, який свідчить про те, що фрукти можуть ефективно знижувати рівень глюкози у хворих на цукровий діабет щурів. Команда давала щурам цедру судачі протягом одного року і виявила в них знижений рівень глюкози.